# Kobzos Együttes
Kobzos Együttes ist eine Musikgruppe, deren Repertoire aus traditioneller ungarischer Musik besteht. Ihre Mitglieder sind Andrea Navratil (Gesang), Lászlo Demeter (Gesang, Koboz, Glocken) und József Szedlák (Gesang, Koboz, Viola, Dudelsack). Namengebend war die traditionelle Kurzhalslaute Koboz, die heute nur mehr von wenigen Musikern gespielt wird.
Die Gruppe wurde 2006 gegründet und widmete sich zunächst ausschließlich ungarischer religiöser Musik. Dabei spielte die Tradition der Tschangos aus der rumänischen Region Moldau eine große Rolle, da sich bei dieser Volksgruppe sehr alte Formen ungarischer Musik erhalten haben. Mittlerweile führt die Gruppe auch mittelalterliche Musik aus anderen Ländern Europas auf sowie ungarische Folklore aus verschiedenen Regionen des Landes im Sinne der Tanzhaus-Bewegung. Alle Mitglieder der Gruppe sind auch bei anderen Musikprojekten tätig.

## Auszeichnungen
- Junger Meister der Volksmusik (Népmüvészet Ifjú Mestere)
- Bezerédj Preis des NKÖM (Bezerédj-díj)
- Béla-Bartók-Preis (Bartók-emlékdíj)
- Preis Für die ungarischen Künste (Magyar Müvészetért Díj)

## Diskographie
- Dzwony Niebios (2008), Liveaufnahme religiöser ungarischer Musik aus Jaroslaw, Polen, vom 24. August 2007
- Új csillagnak új Királya (2009), die Weihnachtsgeschichte, erzählt von Eszter Terescsik, Musik von Kobzos Együttes
- Három Aranyalma (2009), religiöse ungarische Musik (Tschangos) im Jahreslauf von Advent bis Pfingsten